# Persone di nome Troy
| Questa pagina contiene informazioni ricavate automaticamente dalle voci biografiche con l'ausilio del template Bio e di un bot. L'aggiornamento è periodico e automatico e ricostruisce completamente la pagina. Se manca una persona in questa lista, sei pregato di non aggiungerla, ma accertati piuttosto che la sua voce biografica contenga il template Bio e che i dati anagrafici siano correttamente compilati. Se il template Bio manca, inseriscilo tu stesso o, in alternativa, metti l'avviso {{tmp\|Bio}} che ne segnala la mancanza. Se i dati riportati sono sbagliati, correggi direttamente la voce biografica; le modifiche saranno visibili in questa lista entro pochi giorni. Per chiarimenti vedi il progetto antroponimi. La lista contiene solo le 72 persone che sono citate nell'enciclopedia e per le quali è stato implementato correttamente il template Bio. Pagina aggiornata al 16 ott 2024. |

Questa è una lista di persone presenti nell'enciclopedia che hanno il prenome Troy, suddivise per attività principale.

## Allenatori di calcio(1)
- Troy Deeney, allenatore di calcio e ex calciatore inglese (Birmingham, n. 1988)

## Allenatori di pallavolo(1)
- Troy Tanner, allenatore di pallavolo, ex pallavolista e ex giocatore di beach volley statunitense (Hacienda Heights, n. 1963)

## Altisti(1)
- Troy Kemp, ex altista bahamense (Nassau, n. 1966)

## Assassini(1)
- Troy Davis, assassino statunitense (Georgia, n. 1968 - Contea di Butts, † 2011)

## Attori(7)
- Troy Donahue, attore statunitense (New York, n. 1936 - Santa Monica, † 2001)
- Troy Evans, attore e doppiatore statunitense (Missoula, n. 1948)
- Troy Garity, attore statunitense (Los Angeles, n. 1973)
- Troy Gentile, attore statunitense (Boca Raton, n. 1993)
- Troy Kotsur, attore, regista e produttore cinematografico statunitense (Mesa, n. 1968)
- Troy Melton, attore e stuntman statunitense (Jackson, n. 1921 - Los Angeles, † 1995)
- Troy Winbush, attore statunitense (New York, n. 1970)

## Calciatori(5)
- Troy Anthony Brown, ex calciatore gallese (Croydon, n. 1990)
- Troy Caesar, calciatore anglo-verginiano (Road Town, n. 1994)
- Troy Parrott, calciatore irlandese (Dublino, n. 2002)
- Troy Perkins, ex calciatore statunitense (Springfield, n. 1981)
- Troy Roberts, calciatore statunitense (San Jose, n. 1983)

## Cantanti(1)
- Troy Sanders, cantante e bassista statunitense (Atlanta, n. 1973)

## Cestisti(12)
- Troy Barnies, cestista statunitense (Auburn, n. 1989)
- Troy Bell, ex cestista statunitense (Minneapolis, n. 1980)
- Troy Brown, ex cestista statunitense (Lynn, n. 1971)
- Troy Brown, cestista statunitense (Las Vegas, n. 1999)
- Troy Caupain, cestista statunitense (New York, n. 1995)
- Troy Daniels, cestista statunitense (Roanoke, n. 1991)
- Troy DeVries, ex cestista statunitense (Mount Vernon, n. 1982)
- Troy Hudson, ex cestista statunitense (Carbondale, n. 1976)
- Troy Murphy, ex cestista statunitense (Morristown, n. 1980)
- Troy Ostler, ex cestista statunitense (Salt Lake City, n. 1978)
- Troy Truvillion, ex cestista statunitense (Detroit, n. 1965)
- Troy Williams, cestista statunitense (Hampton, n. 1994)

## Disc jockey(1)
- Troy Pierce, disc jockey statunitense (Muncie, n. 1970)

## Doppiatori(1)
- Troy Baker, doppiatore e musicista statunitense (Dallas, n. 1976)

## Generali(1)
- Troy Middleton, generale statunitense (Contea di Copiah, n. 1889 - Baton Rouge, † 1976)

## Giocatori di baseball(2)
- Troy Patton, giocatore di baseball statunitense (Spring, n. 1985)
- Troy Tulowitzki, ex giocatore di baseball statunitense (Santa Clara, n. 1984)

## Giocatori di football americano(14)
- Troy Aikman, ex giocatore di football americano statunitense (West Covina, n. 1966)
- Troy Andersen, giocatore di football americano statunitense (Dillon, n. 1999)
- Troy Dye, giocatore di football americano statunitense (Norco, n. 1996)
- Troy Edwards, ex giocatore di football americano statunitense (Shreveport, n. 1977)
- Troy Fautanu, giocatore di football americano statunitense (Henderson, n. 2000)
- Troy Franklin, giocatore di football americano statunitense (East Palo Alto, n. 2003)
- Troy Fumagalli, giocatore di football americano statunitense (Aurora, n. 1995)
- Troy Niklas, giocatore di football americano statunitense (Fullerton, n. 1992)
- Troy Polamalu, ex giocatore di football americano statunitense (Garden Grove, n. 1981)
- Troy Pride, giocatore di football americano statunitense (n. 1998)
- Troy Reeder, giocatore di football americano statunitense (Wilmington, n. 1994)
- Troy Smith, giocatore di football americano statunitense (Columbus, n. 1984)
- Troy Stradford, ex giocatore di football americano statunitense (Elizabeth, n. 1964)
- Troy Vincent, ex giocatore di football americano statunitense (Trenton, n. 1970)

## Nuotatori(1)
- Troy Dalbey, ex nuotatore statunitense (Cincinnati, n. 1968)

## Piloti automobilistici(1)
- Troy Ruttman, pilota automobilistico statunitense (Mooreland, n. 1930 - Lake Havasu City, † 1997)

## Piloti motociclistici(3)
- Troy Bayliss, pilota motociclistico australiano (Taree, n. 1969)
- Troy Corser, pilota motociclistico australiano (Wollongong, n. 1971)
- Troy Herfoss, pilota motociclistico australiano (Goulburn, n. 1987)

## Polistrumentisti(1)
- Troy Van Leeuwen, polistrumentista, compositore e produttore discografico statunitense (Los Angeles, n. 1970)

## Politici(2)
- Troy Carter, politico statunitense (New Orleans, n. 1963)
- Troy Nehls, politico statunitense (Beaver Dam, n. 1968)

## Rapper(3)
- Lil' Troy, rapper statunitense (Houston, n. 1966)
- Pimp Tea, rapper canadese (Fredericton)
- Pharoahe Monch, rapper statunitense (New York, n. 1972)

## Registi(1)
- Troy Quane, regista e animatore statunitense

## Rugbisti a 15(2)
- Troy Coker, ex rugbista a 15 australiano (Brisbane, n. 1965)
- Troy Nathan, rugbista a 15 e allenatore di rugby a 15 neozelandese (Auckland, n. 1983)

## Sceneggiatori(1)
- Troy Kennedy-Martin, sceneggiatore scozzese (Rothesay, n. 1932 - Ditchling, † 2009)

## Sciatori alpini(1)
- Troy Watts, ex sciatore alpino statunitense (Houston, n. 1965)

## Sciatori freestyle(2)
- Troy Murphy, sciatore freestyle statunitense (n. 1992)
- Troy Podmilsak, sciatore freestyle statunitense (Park City, n. 2004)

## Triplisti(1)
- Troy Doris, triplista statunitense (Chicago, n. 1989)

## Trombonisti(1)
- Trombone Shorty, trombonista e trombettista statunitense (New Orleans, n. 1986)

## Tuffatori(1)
- Troy Dumais, tuffatore statunitense (Ventura, n. 1980)

## Velocisti(2)
- Troy Douglas, ex velocista bermudiano (Paget, n. 1962)
- Troy McIntosh, velocista bahamense (n. 1973)

## Wrestler(1)
- Shane Douglas, wrestler statunitense (New Brighton, n. 1964)